# Syntrophomonas sapovorans
Syntrophomonas sapovorans è una specie di batterio appartenente alla famiglia delle Syntrophomonadaceae.